# Jorge Germán Pacheco
Jorge Germán Pacheco († nach 1957) war ein uruguayischer Fußballspieler.

## Spielerkarriere

### Verein
Der großgewachsene Pacheco entstammte einer einflussreichen Familie der uruguayischen Oberschicht. Sein Vater war Dr. Melchor Pacheco, der ab 1911 dem Führungsgremium Peñarols angehörte. Pacheco war zudem der Cousin César Batlle Pachecos, dem Sohn von José Batlle y Ordóñez.
Der im Mittelfeld als Half eingesetzte Pacheco, der auch durch sein gepflegtes volles Haar auffiel, spielte mindestens ab 1910 für Nacional. Dort war er einer der führenden Köpfe der aristokratischen Fraktion der "Cuelludos" in einer vereinsinternen Auseinandersetzung, die dazu führte, dass er den Club in Richtung des Vereins Bristol verließ.
Er gehörte 1916 und 1917 dem Kader Peñarols in der Primera División an. Während man in der Liga in diesen beiden Jahren jeweils Vizemeister hinter Nacional wurde, siegte man 1916 sowohl bei der Copa Competencia als auch bei der Copa Competencia Internacional. Die Copa La Transatlántica (3:1-Sieg über Nacional am 19. April 1916 im Rahmen der Einweihung von Las Acacias), die Copa Aniversario, die Copa Jockey Club und die Copa Club Uruguay entschieden die Aurinegros in jenem Jahr ebenfalls zu ihren Gunsten, 1917 behielt man zudem bei der Copa Albion die Oberhand.
Obwohl Pacheco im März 1918 zunächst nach Buenos Aires übersiedelte, kehrte er für einige wichtige Partien der Spielzeit des Jahres 1918 nochmals zu Peñarol zurück, um diese zu bestreiten, beendete aber schließlich endgültig seine Karriere. In der Folgezeit wirkte er über 40 Jahre lang als "Konsul" des montevideanischen Vereins in der argentinischen Hauptstadt.
Mitunter wurde Pacheco, der 1917 auch als Kapitän der Aurinegros agierte, als der beste rechte Half der ersten Amateurphase des uruguayischen Fußballs bezeichnet.

### Nationalmannschaft
Pacheco war auch Mitglied der uruguayischen A-Nationalmannschaft und zeitweilig deren Kapitän. Insgesamt absolvierte er von seinem Debüt am 15. August 1910 gegen die argentinische Auswahl bis zu seinem letzten Spiel für die Celeste am 14. Oktober 1917 28 Länderspiele. Einen Treffer erzielte er nicht.
Pacheco nahm mit der Nationalelf an den Südamerikameisterschaften 1916 (zwei Spiele, kein Tor) und 1917 (drei Spiele, kein Tor) teil. Beide Male gewann Uruguay den Titel.
Überdies siegte er mit der heimischen Nationalelf auch bei der Copa Gran Premio de Honor Argentino 1910, bei der Copa Lipton in den Jahren 1910, 1911 und 1912 sowie bei der Copa Newton in den Jahren 1912, 1913 und 1917.

### Erfolge
- Südamerikameister: 1916, 1917
- Copa Gran Premio de Honor Argentino: 1910
- Copa Lipton: 1910, 1911, 1912
- Copa Newton: 1912, 1913, 1917
- Copa Competencia: 1916
- Copa Competencia Chevallier Boutell: 1916

## Trainertätigkeit
Mindestens 1916 wirkte er auch als Nationaltrainer und somit als Spielertrainer Uruguays.